# Группировка «Восток»
«Группировка „Восток“» (англ. The East) — политический триллер режиссёра Зала Батманглиджа о работе представительницы детективного агентства, которая внедрена в группировку экологических террористов «Восток», пытающуюся отомстить аморальным корпорациям. Главные роли исполнили Брит Марлинг и Александр Скарсгард.

## Сюжет
Молодая женщина Джейн, бывшая оперативница ФБР, начинает сотрудничать в одной из крупных частных компаний, занимающихся детективной деятельностью. Выполняя задание своего руководства, под именем Сары Мосс она внедряется в террористическую группировку «Восток», прославившуюся своими экстраординарными акциями устрашения, с целью разоблачить подрывную деятельность этой группы, направленную против наносящих крупный экологический ущерб корпораций. В скором времени Саре удаётся влиться в коллектив и даже принять участие в одной из их вылазок: запланированной атаке на корпорацию. В ходе выполнения задания, проникнувшись симпатиями к членам «Востока» и их идеологии, Сара начинает сомневаться, к какой из сторон она на самом деле принадлежит.

## В ролях
| Актёр               | Роль          |
| ------------------- | ------------- |
| Брит Марлинг        | Сара          |
| Александр Скарсгард | Бенджи        |
| Эллен Пейдж         | Иззи          |
| Тоби Кеббелл        | Доктор        |
| Шайло Фернандез     | Лука          |
| Патриша Кларксон    | Шарон         |
| Даниэль Макдональд  | Тесс          |
| Хиллари Бак         | Ева           |
| Джейсон Риттер      | Тим           |
| Джулия Ормонд       | Пейдж Уильямс |
| Элдис Ходж          | Тумбс         |
| Билли Магнуссен     | Порти Маккейб |